# 브린다반

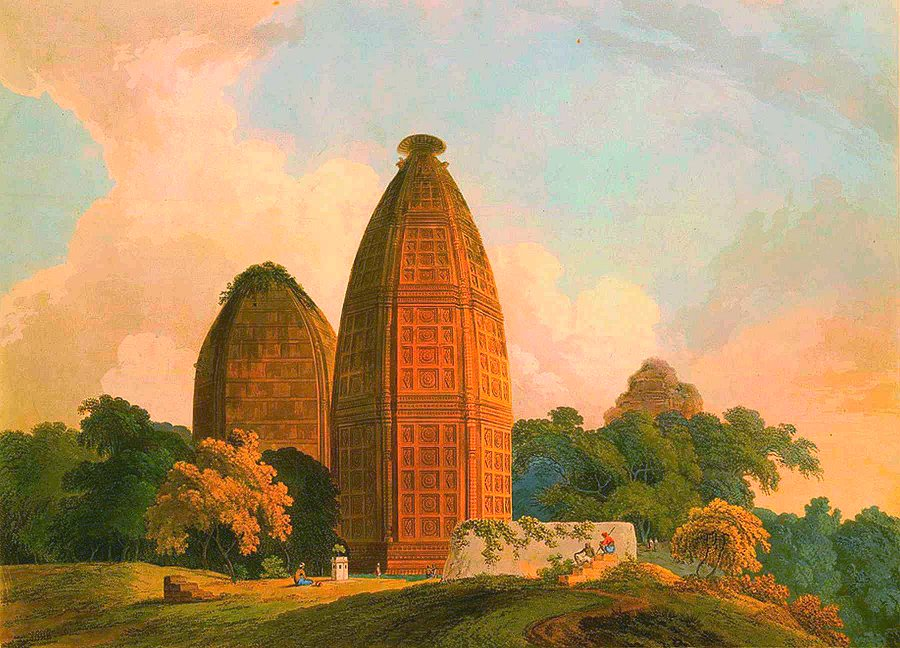
마단모한 신전

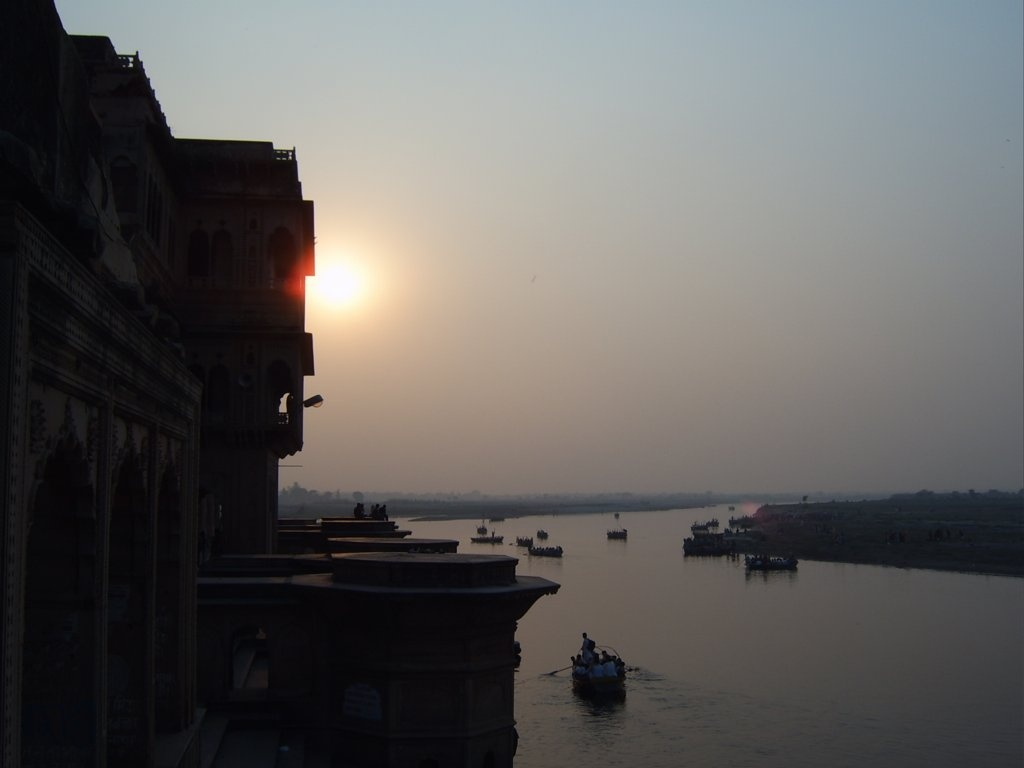
야무나 강에서 본 케시가트 사원

브린다반(힌디어: वृन्दावन)은 인도 우타르프라데시주 마투라구에 있는 역사적인 도시이다. 브라즈부미 지역에 위치해 있으며 힌두교의 주요 신 중 한 명인 크리슈나가 어린 시절 대부분을 이 도시에서 보냈다고 믿는 힌두교인들에게 종교적인 중요성을 가지고 있다. 브린다반에는 크리슈나와 그의 수석 협력자인 라다를 숭배하는 데 전념하는 약 5,500개의 사원이 있다.  비슈누파 전통을 위한 가장 신성한 장소 중 하나이다.
브린다반은 인도 관광부가 개발 중인 "크리슈나 순례길 순회구"의 일부를 구성한다. 순회구에는 마투라, 바르사나, 고쿨, 고바르단, 쿠루크셰트라, 드와르카, 푸리도 포함된다.

## 같이 보기
- 마투라